# Glimmstabilisator

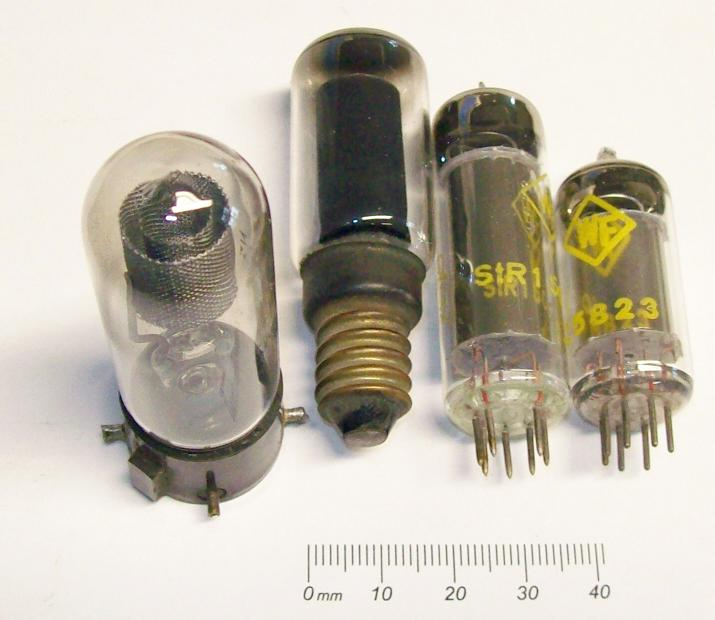
Glimmstabilisatoren aus ca. 1948 bis ca. 1965

Schaltung mit Glimmstabilisator

Ein Glimmstabilisator oder eine Stabilisatorröhre (auch Glättungsröhre) ist eine gasgefüllte Röhre ähnlich einer Glimmlampe, die früher in mit Röhren bestückten Geräten zur Spannungsstabilisierung und zur Erzeugung von Referenzspannungen benutzt wurde.
Zur Spannungsstabilisierung mit Glimmstabilisatoren wird deren nichtlineare Strom-Spannungs-Kennlinie ausgenutzt, die aufgrund der Stoßionisation auftritt und dadurch charakterisiert ist, dass die Brennspannung nach der Zündung der Gasentladung in weiten Bereichen unabhängig vom fließenden Strom ist. Als Füllgas wurde unter anderem Neon verwendet.
Glimmstabilisatoren werden als Querregler (Shuntregler) geschaltet und benötigen immer einen Vorwiderstand. Wie in nebenstehender typischer Schaltung dargestellt, muss immer so viel Strom durch die Röhre fließen, dass sie sich innerhalb ihres spezifizierten Stabilisierungsbereiches (flacher Teil der Strom-Spannungs-Kennlinie) befindet. Die Beispielschaltung im Bild stabilisiert die links zugeführte unstabilisierte Gleichspannung auf eine stabilisierte nominale Ausgangsspannung von 85 V. Wenn die stabilisierte Spannung Strom liefern soll, muss gegebenenfalls der Vorwiderstand entsprechend kleiner sein. Der Differenzstrom zwischen Eingangsstrom und Mindeststrom der Röhre (zum Beispiel 3 mA bei der SR44 und 0,5 mA bei der SStR85/5) kann entnommen werden. Er soll nach nicht mehr als das Dreifache des Röhrenstromes betragen. Der Maximalstrom durch die Röhre (im Beispiel 5 mA) darf nur kurzzeitig überschritten werden. Zu verschiedenen Typen wird im Datenblatt eine Einlaufzeit (Stabilisierung der Kennwerte nach dem Einschalten) von 3 Minuten angegeben.
Glimmstabilisatoren wurden für eine oder auch für mehrere Ausgangsspannungen gefertigt. Sie besaßen Sockel ähnlich denen von Elektronenröhren, aber auch Bajonett- oder Schraubsockel. Sie sind aufgrund der Füllgas-Adsorption Verschleißteile und mussten deshalb leicht ausgewechselt werden können.
Um die Differenz zwischen Zünd- und Brennspannung zu verringern oder zu vermeiden (sie würde einen großen Spannungsabfall am Vorwiderstand erfordern) wurden bei Glimmstabilisatoren folgende Maßnahmen angewendet:
- Zündelektroden: Die dauernd an einer höheren Spannung über einen Vorwiderstand betriebene Zündelektrode erlaubt auch die Parallelschaltung von solchen Stabilisatorröhren und verhindert deren Verlöschen bei abweichenden Brennspannungen[4]
- radioaktive Gasfüllung: Zum sicheren Zünden und zum Senken der Zündspannung wurde der Gasfüllung radioaktives Gas (z. B. Krypton 85[5]) zugemischt.

Das Halbleiter-Analogon zur Stabilisatorröhre ist die Zenerdiode.